# Hermann Hankel
Hermann Hankel (Halle, Confederación Germánica, 14 de febrero de 1839 - Schramberg, 29 de marzo de 1873) fue un matemático alemán.
Estudió y trabajó, entre otros, con Möbius, Riemann, Weierstrass y Kronecker.
Es particularmente memorable su exposición en 1867 sobre números complejos y cuaterniones. Por ejemplo, Fischbein da cuenta de que Hankel resolvió el problema del producto de números negativos probando el siguiente teorema
"La única multiplicación en R que puede considerarse como una extensión de la multiplicación usual en R+ respetando la ley de la propiedad distributiva por izquierda y derecha es aquella que satisface la regla de los signos."
Por otra parte, Hankel pone atención al álgebra lineal que Hermann Grassmann desarrollaría en su Teoría de Extensión en dos publicaciones. Fue la primera de muchas acotaciones hechas a Grassmann acerca de los espacios.

## Publicaciones
- Hermann Hankel (1863) Die Euler'schen Integrale bei unbeschränkter Variabilität des Argumentes, Voss.
- Hermann Hankel (1867) Vorlesungen uber die complexen Zahlen und ihre Functionen, Voss.
- Hermann Hankel (1869) Die Entwickelung der Mathematik in den letzten Jahrhunderte.
- Hermann Hankel (1870) Untersuchungen über die unendlich oft oscillirenden und unstetigen Functionen.
- Hermann Hankel (1874) Zur Geschichte der Mathematik in Alterthum und Mittelalter.
- Hermann Hankel (1875) Die Elemente der projectivischen Geometrie in synthetischer Behandlung.